# 2018年アメリカ合衆国上院議会議員選挙 (ニューヨーク州)
2018年アメリカ合衆国上院議会議員選挙 (ニューヨーク州) は、ニューヨーク州代表のアメリカ合衆国上院議員 (senator) を選出する選挙である。本選挙は2018年11月6日に行われる予定で、同日にアメリカ合衆国上院議会議員選挙 (各州選挙区) 、アメリカ合衆国下院議会議員選挙 、ならびに各地方選挙が行われる。民主党所属で現職のキアステン・ジリブランドは、2期目 (補欠選挙で当選したため実質3期目) の当選を目指し立候補を表明している。

## 民主党 (予備選挙)

### 候補者

#### 立候補表明者
- キアステン・ジリブランド - 現職

#### 立候補辞退者・立候補を否定した者
- キャロライン・ケネディ - 元 駐日米国大使、ケネディ元大統領の娘[1]
- チェルシー・クリントン - ビル・クリントン元大統領の娘[2]

## 共和党 (予備選挙)

### 候補者

#### 立候補表明者
- チェル・キアバッチ・ファーリー - 実業家[3]
- パトリック・ジョン・ハーン[4]
- ラファエル・ホテル・ジョーンズ Sr.[5]

#### 立候補辞退者・立候補を否定した者
- クリス・ギブソン - 元アメリカ合衆国下院議員[6]
- ジョセフ・ホーランダ - 住宅・コミュニティ再編局長　(ニューヨーク州知事選に出馬)

## 本選挙

### 予測
| 調査機関                    | 評価         | 調査日        |
| --------------------------- | ------------ | ------------- |
| The Cook Political Report   | 民主党が盤石 | 2017年9月29日 |
| Rothenberg Political Report | 民主党が盤石 | 2017年9月29日 |
| Sabato's crystal ball       | 民主党が安定 | 2017年9月27日 |